# Bethelkerk (Utrecht)
De Bethelkerk is een kerkgebouw in de Nederlandse stad Utrecht, in het wijkdeel Zuilen.
De kerk is prominent gelegen aan de Burgemeester Norbruislaan (huisnummer 1). Als gereformeerde kerk is ze rond 1955 gebouwd naar ontwerp van de architect B.W. Plooij. Voordien kerkten de Gereformeerden in Huis Diependaal, later in het Witte kerkje. Toen deze voorzieningen te klein waren is de Bethelkerk gebouwd. Als bouwmateriaal is overwegend baksteen toegepast. Het was een bovenkerk, wat betekent dat de diensten op de eerste verdieping plaatsvonden. De kerkzaal is voorzien van gelamineerde spanten die een zadeldak dragen. In het interieur is in 1959 een orgel geplaatst van E. Leeflang. Verder bevat het kerkgebouw een toren op de hoek en een kosterswoning aan de achterzijde.
Het kerkgebouw is omstreeks 1990 geklasseerd als gemeentelijk monument.
De kerk is in 2017 onttrokken aan de eredienst met als doel de verbouwing tot een buurtklooster (een kapel met een woongroep die geïnspireerd is door christelijke spiritualiteit). De diensten van de Kerk op Zuilen vinden sindsdien plaats in de nabijgelegen Oranjekapel. Door de coronacrisis en weigering van de bouwvergunning (met name vanwege het plaatsen van zonnepanelen op een gemeentelijk monument) heeft de herontwikkeling (te) lang op zich laten wachten. De bouwkosten waren ondertussen zover gestegen dat het plan niet meer rendabel was en is de ontwikkeling stopgezet.
Anno 2025 is het de bedoeling dat de Bethelkerk weer in gebruik genomen wordt, dit keer als nieuwe vierplek van de Nieuwe Kerk in Utrecht.
Historische kerkgebouwen:
Sint-Augustinuskerk · Buurkerk · Sint-Catharinakathedraal · Domkerk · Doopsgezinde kerk · Geertekerk · Jacobikerk · Jacobuskerk · Janskerk · Kerkenkruis · Lutherse Kerk · Mariakerk · Maria Minor · Nicolaïkerk · Pieterskerk · Sint-Gertrudiskathedraal · Sint-Martinuskerk · Sint-Salvatorkerk · Sint-Willibrordkerk · Westerkerk

Overige kerkgebouwen:
Adventkerk · Bethelkerk · Blijde Boodschapkerk · Gerardus Majellakerk · Heilig Hartkerk · Holy Trinity Church · H. Johannes de Doper en H. Bernarduskerk · Johanneskerk · Mattheüskerk · Nieuwe Kerk · Sint-Aloysiuskerk ·Sint-Antoniuskerk · Sint-Dominicuskerk · Sint-Gertrudiskerk · Sint-Jacobuskerk · Sint-Josephkerk · Sint-Rafaëlkerk · Stefanuskerk · Tuindorpkerk · Wederkomst des Herenkerk · Wilhelminakerk · Willem de Zwijgerkerk

Deels gesloopte kerken:
Oranjekerk

Gesloopte kerken:
Christus Koningkerk · Begijnekerk · Heilig Kruiskapel · Johannes de Doperkerk  · Julianakerk · Lucaskerk · Onze-Lieve-Vrouw-van-Goede-Raadkerk · 
Onze-Lieve-Vrouw-ten-Hemelopnemingkerk · Oosterkerk · Sint-Bernarduskerk · Sint-Dominicuskerk (Walsteegkerk) · Sint-Ludgeruskerk · Sint-Monicakerk · Sint-Nicolaaskerk · Sint-Pauluskerk · Sint-Salvatorkerk · Vaartkerk · Zuiderkerk

Voormalige kerken:
Emmaüskerk · Noorderkerk · Leeuwenbergkerk · Sint-Isidoruskerk

Lijst van kerken in Utrecht